# فرانك دونلاب
فرانك دونلاب هو لاعب هوكي جليد كندي، ولد في 10 أغسطس 1924 في أوتاوا في كندا، وتوفي في 26 سبتمبر 1993.

## وصلات خارجية
- فرانك دونلاب على موقع دوري الهوكي الوطني (الإنجليزية)
- فرانك دونلاب على موقع EliteProspects.com (الإنجليزية)
- فرانك دونلاب على موقع HockeyDB.com (الإنجليزية)
- فرانك دونلاب على موقع Hockey-Reference.com (الإنجليزية)